# Vyšší rostliny
Vyšší rostliny (Embryophyta, Cormobionta, Embryobionta, Telomophyta ) je podříše mnohobuněčných zelených rostlin, přizpůsobených primárně k životu na souši, což koresponduje s jejich anglickým pojmenováním land plants (suchozemské rostliny). Některé druhy jsou (druhotně) vodní. V jejich životním cyklu není typická rodozměna, kdy se střídá generace zajišťující pohlavní proces (gametofyt) s generací, která nepohlavně produkuje výtrusy (spory) určené k rozmnožování (sporofyt). Gametofyt vyšších rostlin se stále organizačně blíží stélce, nejsložitěji je rozvinut u mechů. Sporofyt je rozlišen na jednotlivé rostlinné orgány. V tylakoidech chloroplastů je obsažen chlorofyl a a b.

## Původ vyšších rostlin
Vyšší rostliny se odvozují od zelených řas skupiny Streptophyta, sesterskou skupinou jsou jim spájivky. Dominantní fází jejich životního cyklu je haploidní gametofyt (velmi často mnohobuněčný, vláknitý) produkující během pohlavního procesu gamety. Samičí gameta (buňka vaječná) je typicky uložena ve stélce řasy a po oplození pohyblivou samčí gametou (buňka spermatická) vzniká zygota jako jediná diploidní buňka jejich životního cyklu. Zygota se zpravidla obaluje odolnou buněčnou stěnou a slouží jako klidové (dormantní) a disperzní stádium. V příhodných podmínkách nástává její klíčení zahájené meiózou, čímž vzniknou čtyři spory (výtrusy), které zakládají novou gametofytickou generaci. Smyslem pohlavního procesu řas není primárně rozmnožování (které u řas probíhá ve větší míře zpravidla vegetativně), ale kombinace genetických vloh obou rodičů a vznik geneticky variabilního potomstva. Diploidie je druhotným důsledkem splývání rodičovských genomů a redukční dělení (meióza) je způsobem, jak obnovit výchozí haploidní genetickou sadu a zároveň provést genetickou rekombinaci.

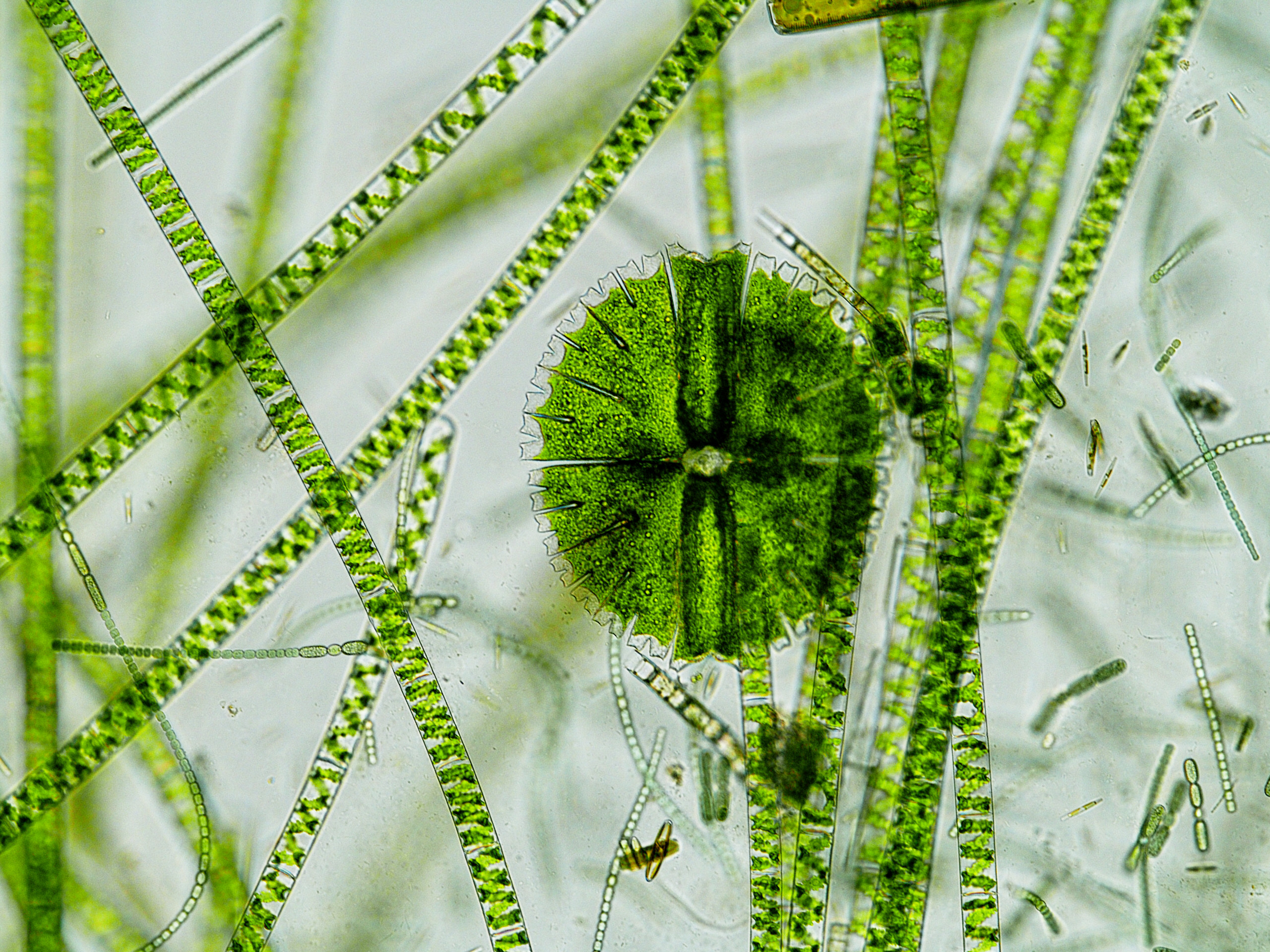
Spájivky (Zygnematophyceae) jsou sesterskou skupinou vyšších rostlin (Embryophyta). Na obrázku Spirogyra a Micrasterias

Evoluční novinkou vyšších rostlin je skutečnost, že zygota nevstupuje do klidového stádia následovaného meiózou, ale dává vzniknout diploidnímu mnohobuněčnému pletivu zcela nového typu (sporofyt). Jeho vývoj je taktéž vyvrcholen meiózou, ale oproti meióze jednobuněčné zygoty vstupuje do redukčního dělení větší soubor buněk (vytváří se výtrusnice, sporangium) a vzniká tak mnohonásobně více spor, coby disperzních propagulí.
Poněvadž zygota vznikla z vaječné buňky uložené v mateřském gametofytickém pletivu, zůstává sporofyt v kontaktu s gametofytem a je jím vyživován coby embryo (u řas nanejvýše slouží mrtvá mateřská stélka či její část k ochraně dormantních zygot).
Sporofyt před vvytvořením výtrusnice prodělává vegetativní růst, který primárně slouží k tvorbě stopky výtrusnice, která je tímto lépe adaptována k rozšiřování spor větrem. Primární specializaci na disperzi větrem v kombinaci se zvýšeným počtem spor vytvářených ve sporangiu lze  označit za základní evoluční inovaci vyšších rostlin umožňující kolonizaci proměnlivého suchozemského prostředí.  
U mechorostů převládá gametofyt a sporofyt vytváří pouze výtrusnici se stopkou. U cévnatých rostlin je gametofyt v různé míře potlačen a u semenných rostlin je naopak naprosto závislý na sporofytu.

## Systém vyšších rostlin
Nové poznatky v molekulární taxonomii vedly k celé řadě změn v systematice vyšších rostlin, systém není ustálený. Proto se můžeme setkat s různými podobami systému.
Mezi vyšší rostliny patří všechny cévnaté rostliny a navíc mechorosty.

### Mechorosty
Mechorosty (Bryophyta) jsou aktuálně opět považovány za monofyletickou skupinu, zařazují se do nich všechny vyšší rostliny, které nemají cévní svazky (nejsou cévnaté). Cévní svazky se objevují až u cévnatých rostlin, skupiny, kam se řadí všechny ostatní vyšší rostliny. U mechorostů se vyskytují specializovaná pletiva tvořící žilky s podobnou funkcí, jakou mají vodivá pletiva cévnatých rostlin. Výsledky molekulárních výzkumů naznačují, že mohou mít společný evoluční původ.
Mechorosty se dělí na hlevíky, játrovky a mechy. Důležitou skupinou mechů jsou rašeliníky.

### Rhyniové rostliny
Rhyniové rostliny je nesourodá skupina vyhynulých organismů ze spodního siluru až devonu. Jednalo se o první linie suchozemských rostlin a jejich souvislost s mechorosty a cévnatými rostlinami není jasná, neboť stopy pravých mechorostů ve fosilním záznamu chybí. Mohou mít primitivní formy cévních svazků. Nemají pravé kořeny ani listy, na povrchu mohou mít trichomové či ostnité výrůstky.

### Cévnaté rostliny (Tracheophyta)
Cévnaté rostliny mají dokonale vyvinuté cévní svazky, přičemž jejich dřevní část (xylém) je vyztužena ligninem, což je zásadní evoluční novinkou této skupiny. Patří do nich linie plavuní, kapradin a semenných rostlin, přičemž plavuně jsou dřívěji odštěpené a zbylé dvě skupiny se sdružují do linie Euphyllophyta, která se odlišuje v principech zakládání orgánů, jakými jsou kořeny a listy.

#### Plavuně (Lycopodiophyta)
Nejhlouběji odštěpená linie cévnatých rostlin, která byla původně řazena spolu s přesličkami a kapradinami mezi Kapraďorosty ("Pteridophyta").

#### Kapradiny (Polypodiophyta)
Kapradiny původně tvořily jednu ze tří tříd kapraďorostů, které zahrnovaly veškeré výtrusné cévnaté rostliny včetně plavuní v rámci parafyletické skupiny "Pteridophyta". V novém pojetí představují kapradiny monofyletickou skupinu, která obsahuje jak dříve definované kapradiny, tak i přesličky (Equisetales), které byly původně vyčleňované do samostatné třídy, avšak nyní jeví jako velmi blízce příbuzná, či dokonce vnitřní skupina vlastních kapradin.

#### Semenné rostliny (Spermatophyta)
Původem starobylá skupina, která se vyvíjela vedle kapradin, jejíž základní evoluční novinkou byla skutečnost, že se výtrusy (spory) neuvolňují z mateřské rostliny, ale přímo na ní pokračují ve vývoji v gametofyt, který je velmi redukovaný. Gametofyt produkující samčí pohlavní buňky je redukován do podoby několika málo buněk vytvořených v rámci původního obalu spory a přenáší se ve formě pylového zrna na gametofyt samičí, který se nachází uvnitř vajíčka. Oplozené vajíčko se přeměňuje v semeno, což je komplex vytvořený z pletiv mateřského sporofytu, gametofytu a sporofytu následující generace. Tato adaptace umožňuje omezit zranitelnost pohlavního procesu závislého na přenosu gamet ve vodném prostředí, který je původní u mechorostů a výtrusných cévnatých rostlin. Semenné rostliny se zásadně začaly rozvíjet v období Permu, kdy došlo k rozsáhlé aridizaci (vysoušení) pevniny.
Základní dělení je na nahosemenné (Gymnospermae) a krytosemenné (Angiospermae).